# Municipio de Toivola
El municipio de Toivola (en inglés: Toivola Township) es un municipio ubicado en el condado de St. Louis en el estado estadounidense de Minnesota. En el año 2010 tenía una población de 170 habitantes y una densidad poblacional de 0,91 personas por km².

## Geografía
El municipio de Toivola se encuentra ubicado en las coordenadas 47°8′10″N 92°48′14″O / 47.13611, -92.80389. Según la Oficina del Censo de los Estados Unidos, el municipio tiene una superficie total de 186.52 km², de la cual 186,12 km² corresponden a tierra firme y (0,22 %) 0,4 km² es agua.

## Demografía
Según el censo de 2010, había 170 personas residiendo en el municipio de Toivola. La densidad de población era de 0,91 hab./km². De los 170 habitantes, el municipio de Toivola estaba compuesto por el 99,41 % blancos y el 0,59 % eran de una mezcla de razas. Del total de la población el 0 % eran hispanos o latinos de cualquier raza.